# Robert Cardinne-Petit
Robert Cardinne-Petit (1899-1958) fut un écrivain français et le secrétaire général de la Comédie-Française de 1937 à 1944.

## Biographie
L'acte de naissance no 2959 du 22 juin 1899 concerne toutefois la naissance de Robert Petit, fils de Louis Petit et Marguerite Léontine Cardinne. Quand son nom a-t-il été modifié de Petit en Cardinne-Petit et pourquoi ?

## Œuvres
- Cécile Sorel, en couverture un portrait de Cécile Sorel par Bernard Bécan, Les Hommes du jour no 36, Éditions Henri Fabre, 1933.
- Henry Bernstein, en couverture un portrait de Henry Bernstein par Bernard Bécan, Les Hommes du jour no 50, Éditions Henri Fabre, 1933.
- Les Soirées du Continental: ce que j'ai vu à la censure 1939-1940, 1942.
- Pierre Louÿs intime : le solitaire du hameau, 1942.
- Pierre Louÿs inconnu : documents et textes inédits de l'auteur d'"Aphrodite" et de "Bilitis, 1948.
- Les Otages de la peur, 1948.
- Le Martyre de Béraud, 1949.
- Présence de René Benjamin, avec un portrait original par Sacha Guitry, suivi de Un tel Père ! par François Benjamin, 1949.
- Les Secrets de la comédie française, 1936-1945, 1958.

## Filmographie
- 1941 : Ici l'on pêche de René Jayet (scénario)